# University of the Punjab
Uniwersytet Pendżabu (ang. University of the Punjab, urdu ‏جامعہ پنجاب‎) – pakistańska uczelnia wyższa z siedzibą  w Lahaurze w Pendżabie.
Uczelnia została założona 14 października 1882 roku, była wówczas czwartym uniwersytetem w Indiach Brytyjskich (po uczelniach w Bombaju, Madras i Kalkucie). Jednym z twórców uczelni był Gottlieb Wilhelm Leitner, który został jego sekretarzem. Uczelnia została znacznie rozbudowana w latach 1928–1936, kiedy jej wicekanclerzem był A. C. Woolner. w 1947 roku, po utworzeniu Pakistanu, uczelnia znalazła się w jego granicach. W indyjskim Pendżabie utworzony nową uczelnię Panjab University z siedzibą w Czandigarhu, nawiązującą do tradycji University of the Punjab.

## Laureaci Nagrody Nobla
Z uczelnią związanych było dwóch noblistów:
- Har Gobind Khorana – studiował na Uniwersytecie Pendżabu, uzyskał BSc w 1943 roku oraz  M. Sc. w 1945 roku.
- Abdus Salam – na egzaminie wstępnym uzyskał najwyższy wynik w historii uczelni.  W 1946 roku uzyskał tytuł magistra.  W 1952 roku został kierownikiem Zakładu Matematyki.

## Struktura organizacyjna
W skład uczelni wchodzą następujące jednostki organizacyjne:
- Wydział Sztuki i Nauk Humanistycznych
- Wydział Nauk Społecznych i Behawioralnych
- Wydział Handlu
- Wydział Ekonomii i Nauk o Zarządzaniu
- Wydział Edukacji
- Wydział Inżynierii i Technologii
- Wydział Nauk o Zdrowiu
- Wydział Studiów Islamskich
- Wydział Prawa
- Wydział Nauk o Życiu
- Wydział Studiów Orientalnych
- Wydział Farmacji
- Wydział Nauk Ścisłych